# North American Soccer League 2017
Il North American Soccer League 2017 (7º campionato della NASL e 50° della seconda lega nazionale) vede scendere da 12 ad 8 il numero di squadre al via, di cui 7 confermate dalla stagione precedente (North Carolina,  FC Edmonton,  New York Cosmos, Miami FC,  Indy Eleven, Jacksonville Armada e Puerto Rico FC).
Ben cinque club hanno abbandonato, infatti a fine 2016 arriva la notizia del trasferimento nella USL pro degli Ottawa Fury e Tampa Bay Rowdies, abbandoni che si aggiungono ai Minnesota United (che passa nel MLS dal 2017). Inoltre nel gennaio 2017 la lega annuncia l'abbandono delle attività sportive da parte dei Fort Lauderdale Strikers e dei Rayo OKC. La contrazione è compensata solo parzialmente dall'arrivo dei San Francisco Deltas, prima squadra della lega posta nella costa ovest.

## Formula
Il formato del campionato viene confermato rispetto alla stagione precedente: confermata la divisione in due stagioni distinte (primavera ed autunno), con il primo di sola andata e l'autunno con andata e ritorno. Confermato anche il sistema dei play-off: verrà disputato dai vincitori delle due stagioni e dalle due migliori squadre della classifica complessiva della stagione regolare. Il Puerto Rico FC partecipa solo alla Fall Championship.

## Partecipanti
| Club                | Città         | Stato             | Stadio                      | Capacità | Dal  |
| ------------------- | ------------- | ----------------- | --------------------------- | -------- | ---- |
| FC Edmonton         | Edmonton      | Alberta (Canada)  | Clarke Stadium              | 5.000    | 2011 |
| Indy Eleven         | Indianapolis  | Indiana           | Michael Carroll Stadium     | 12.100   | 2014 |
| Jacksonville Armada | Jacksonville  | Florida           | Baseball Grounds            | 11.000   | 2015 |
| Miami FC            | Miami         | Florida           | FIU Stadium                 | 20.000   | 2016 |
| N.Y. Cosmos         | New York      | New York          | MCU Park                    | 7.000    | 2013 |
| North Carolina FC   | Cary          | Carolina del Nord | WakeMed Soccer Park         | 10.000   | 2011 |
| Puerto Rico         | Bayamón       | Porto Rico        | Juan Ramón Loubriel Stadium | 22.000   | 2016 |
| S.F. Deltas         | San Francisco | California        | Kezar Stadium               | 10.000   | 2017 |

## Classifiche
- Spring Championship[3]

| Pos | Squadra              | PT | PG | V  | N | P  | GF | GS |
| --- | -------------------- | -- | -- | -- | - | -- | -- | -- |
| 1   | Miami FC             | 36 | 16 | 11 | 3 | 2  | 33 | 11 |
| 2   | San Francisco Deltas | 26 | 16 | 7  | 5 | 4  | 17 | 20 |
| 3   | N.Y.Cosmos           | 24 | 16 | 6  | 6 | 4  | 22 | 21 |
| 4   | Jacksonville Armada  | 24 | 16 | 6  | 6 | 4  | 17 | 16 |
| 5   | North Carolina       | 21 | 16 | 6  | 3 | 7  | 21 | 22 |
| 6   | Indy Eleven          | 20 | 16 | 4  | 8 | 4  | 21 | 22 |
| 7   | FC Edmonton          | 13 | 16 | 4  | 1 | 11 | 11 | 21 |
| 8   | Puerto Rico          | 9  | 16 | 1  | 6 | 9  | 18 | 28 |

- Fall Championship[4]

| Pos | Squadra              | PT | PG | V  | N | P | GF | GS |
| --- | -------------------- | -- | -- | -- | - | - | -- | -- |
| 1   | Miami FC             | 33 | 16 | 10 | 3 | 3 | 28 | 17 |
| 2   | San Francisco Deltas | 28 | 16 | 7  | 7 | 2 | 24 | 15 |
| 3   | North Carolina       | 24 | 16 | 5  | 9 | 2 | 25 | 15 |
| 4   | N.Y.Cosmos           | 21 | 16 | 4  | 9 | 3 | 34 | 30 |
| 5   | Jacksonville Armada  | 19 | 16 | 4  | 7 | 5 | 21 | 22 |
| 6   | Puerto Rico          | 16 | 16 | 4  | 4 | 8 | 13 | 23 |
| 7   | FC Edmonton          | 14 | 16 | 3  | 5 | 8 | 14 | 27 |
| 8   | Indy Eleven          | 13 | 16 | 3  | 4 | 9 | 18 | 34 |

### Classifica generale
| Pos | Squadra              | PT | PG | V  | N  | P  | GF | GS |
| --- | -------------------- | -- | -- | -- | -- | -- | -- | -- |
| 1   | Miami FC             | 69 | 32 | 21 | 6  | 5  | 61 | 28 |
| 2   | San Francisco Deltas | 54 | 32 | 14 | 12 | 6  | 41 | 35 |
| 3   | North Carolina       | 45 | 32 | 11 | 12 | 9  | 46 | 37 |
| 4   | N.Y.Cosmos           | 45 | 32 | 10 | 15 | 7  | 56 | 51 |
| 5   | Jacksonville Armada  | 43 | 32 | 10 | 13 | 9  | 38 | 38 |
| 6   | Indy Eleven          | 33 | 32 | 7  | 12 | 13 | 39 | 56 |
| 7   | FC Edmonton          | 27 | 32 | 7  | 6  | 19 | 25 | 42 |
| 8   | Puerto Rico          | 25 | 32 | 5  | 10 | 17 | 32 | 51 |

## Play-off: The championship[5]
|  | Semifinali        | Semifinali        | Semifinali  |             |             | Finale      | Finale | Finale |  |
|  |                   |                   |             |             |             |             |        |        |  |
|  | Miami FC          | Miami FC          | 0 (5)       |             |             |             |        |        |  |
|  | Miami FC          | Miami FC          | 0 (5)       |             |             |             |        |        |  |
|  | N.Y. Cosmos       | N.Y. Cosmos       | 0 (6)       |             |             |             |        |        |  |
|  | N.Y. Cosmos       | N.Y. Cosmos       | 0 (6)       |             | S.F. Deltas | S.F. Deltas | 2      |        |  |
|  |                   |                   |             |             | S.F. Deltas | S.F. Deltas | 2      |        |  |
|  |                   |                   | N.Y. Cosmos | N.Y. Cosmos | 0           |             |        |        |  |
|  | S.F. Deltas       | S.F. Deltas       | N.Y. Cosmos | N.Y. Cosmos | 0           | 1           |        |        |  |
|  | S.F. Deltas       | S.F. Deltas       |             |             |             |             |        |        |  |
|  | North Carolina FC | North Carolina FC | 0           |             |             |             |        |        |  |

### Semifinali
| Arbitro: | Marcos de Oliveira |

|                                                            |                      |                                                                  |
| Michel Poku Martínez Chavez Stefano Pinho Freeman Trafford | Tiri di rigore 5 – 6 | Pérez Szetela Calvillo Vuković Vranjicán Guerra Mkosana Starikov |

| Arbitro: | Alex Chilowicz |

|            |           |  |
| Gibson 40’ | Marcatori |  |

### Soccer Bowl
| Arbitro: | Rubiel Vazquez |

|                                     |           |  |
| Heinemann 31’ (rig.) Sandoval 90+5’ | Marcatori |  |

## Classifica Marcatori
Somma delle due fasi
| Gol |  |  | Giocatore         | Squadra              |
| --- |  |  | ----------------- | -------------------- |
| 17  |  |  | Stefano Pinho     | Miami                |
| 11  |  |  | Vincenzo Rennella | Miami                |
| 11  |  |  | Éamon Zayed       | Indy Eleven          |
| 10  |  |  | Jaime Chavez      | Miami                |
| 10  |  |  | Emmanuel Ledesma  | New York Cosmos      |
| 9   |  |  | Jack Blake        | Jacksonville Armada  |
| 9   |  |  | Tom Heinemann     | Deltas San Francisco |
| 8   |  |  | Lance Laing       | Carolina             |
| 8   |  |  | Dylan Mares       | Miami                |
| 8   |  |  | Zach Steinberger  | Jacksonville Armada  |
| 7   |  |  | Justin Braun      | Indy Eleven          |